# Seznam týmů a jezdců na Tour de France 2025
Na startovní listině Tour de France 2025 bylo celkem 184 cyklistů z 23 cyklistických stájí.
| Číslo | Jezdec                 |
| ----- | ---------------------- |
| 1     | Tadej Pogačar (SLO)    |
| 2     | João Almeida (POR)     |
| 3     | Jhonatan Narváez (ECU) |
| 4     | Nils Politt (GER)      |
| 5     | Pavel Sivakov (FRA)    |
| 6     | Marc Soler (ESP)       |
| 7     | Tim Wellens (BEL)      |
| 8     | Adam Yates (GBR)       |

| Číslo | Jezdec                   |
| ----- | ------------------------ |
| 11    | Jonas Vingegaard (DEN)   |
| 12    | Edoardo Affini (ITA)     |
| 13    | Tiesj Benoot (BEL)       |
| 14    | Victor Campenaerts (BEL) |
| 15    | Matteo Jorgenson (USA)   |
| 16    | Sepp Kuss (USA)          |
| 17    | Wout van Aert (BEL)      |
| 18    | Simon Yates (GBR)        |

| Číslo | Jezdec                       |
| ----- | ---------------------------- |
| 21    | Remco Evenepoel (BEL)        |
| 22    | Mattia Cattaneo (ITA)        |
| 23    | Pascal Eenkhoorn (NED)       |
| 24    | Tim Merlier (BEL)            |
| 25    | Valentin Paret-Peintre (FRA) |
| 26    | Maximilian Schachmann (GER)  |
| 27    | Bert Van Lerberghe (BEL)     |
| 28    | Ilan Van Wilder (BEL)        |

| Číslo | Jezdec                    |
| ----- | ------------------------- |
| 31    | Ben Healy (IRL)           |
| 32    | Vincenzo Albanese (ITA)   |
| 33    | Kasper Asgreen (DEN)      |
| 34    | Alex Baudin (FRA)         |
| 35    | Neilson Powless (USA)     |
| 36    | Harry Sweeny (AUS)        |
| 37    | Michael Valgren (DEN)     |
| 38    | Marijn van den Berg (NED) |

| Číslo | Jezdec                          |
| ----- | ------------------------------- |
| 41    | Biniam Girmay (ERI)             |
| 42    | Louis Barré (FRA)               |
| 43    | Vito Braet (BEL)                |
| 44    | Hugo Page (FRA)                 |
| 45    | Laurenz Rex (BEL)               |
| 46    | Jonas Rutsch (GER)              |
| 47    | Roel van Sintmaartensdijk (NED) |
| 48    | Georg Zimmermann (GER)          |

| Číslo | Jezdec                  |
| ----- | ----------------------- |
| 51    | Santiago Buitrago (COL) |
| 52    | Phil Bauhaus (GER)      |
| 53    | Kamil Gradek (POL)      |
| 54    | Jack Haig (AUS)         |
| 55    | Lenny Martinez (FRA)    |
| 56    | Matej Mohorič (SLO)     |
| 57    | Robert Stannard (AUS)   |
| 58    | Fred Wright (GBR)       |

| Číslo | Jezdec                 |
| ----- | ---------------------- |
| 61    | Geraint Thomas (GBR)   |
| 62    | Thymen Arensman (NED)  |
| 63    | Tobias Foss (NOR)      |
| 64    | Filippo Ganna (ITA)    |
| 65    | Axel Laurance (FRA)    |
| 66    | Carlos Rodríguez (ESP) |
| 67    | Connor Swift (GBR)     |
| 68    | Samuel Watson (GBR)    |

| Číslo | Jezdec                 |
| ----- | ---------------------- |
| 71    | Primož Roglič (SLO)    |
| 72    | Florian Lipowitz (GER) |
| 73    | Jordi Meeus (BEL)      |
| 74    | Gianni Moscon (ITA)    |
| 75    | Laurence Pithie (NZL)  |
| 76    | Mick van Dijke (NED)   |
| 77    | Danny van Poppel (NED) |
| 78    | Alexandr Vlasov        |

| Číslo | Jezdec                  |
| ----- | ----------------------- |
| 81    | Jonathan Milan (ITA)    |
| 82    | Simone Consonni (ITA)   |
| 83    | Thibau Nys (BEL)        |
| 84    | Quinn Simmons (USA)     |
| 85    | Mattias Skjelmose (DEN) |
| 86    | Toms Skujiņš (LAT)      |
| 87    | Jasper Stuyven (BEL)    |
| 88    | Edward Theuns (BEL)     |

| Číslo | Jezdec                 |
| ----- | ---------------------- |
| 91    | Guillaume Martin (FRA) |
| 92    | Lewis Askey (GBR)      |
| 93    | Cyril Barthe (FRA)     |
| 94    | Romain Grégoire (FRA)  |
| 95    | Valentin Madouas (FRA) |
| 96    | Quentin Pacher (FRA)   |
| 97    | Paul Penhoët (FRA)     |
| 98    | Clément Russo (FRA)    |

| Číslo | Jezdec                     |
| ----- | -------------------------- |
| 101   | Jasper Philipsen (BEL)     |
| 102   | Silvan Dillier (SUI)       |
| 103   | Kaden Groves (AUS)         |
| 104   | Xandro Meurisse (BEL)      |
| 105   | Jonas Rickaert (BEL)       |
| 106   | Mathieu van der Poel (NED) |
| 107   | Gianni Vermeersch (BEL)    |
| 108   | Emiel Verstrynge (BEL)     |

| Číslo | Jezdec                   |
| ----- | ------------------------ |
| 111   | Julian Alaphilippe (FRA) |
| 112   | Alberto Dainese (ITA)    |
| 113   | Marco Haller (AUT)       |
| 114   | Marc Hirschi (SUI)       |
| 115   | Fabian Lienhard (SUI)    |
| 116   | Marius Mayrhofer (GER)   |
| 117   | Michael Storer (AUS)     |
| 118   | Matteo Trentin (ITA)     |

| Číslo | Jezdec                  |
| ----- | ----------------------- |
| 121   | Ben O'Connor (AUS)      |
| 122   | Eddie Dunbar (IRL)      |
| 123   | Luke Durbridge (AUS)    |
| 124   | Dylan Groenewegen (NED) |
| 125   | Luka Mezgec (SLO)       |
| 126   | Luke Plapp (AUS)        |
| 127   | Elmar Reinders (NED)    |
| 128   | Mauro Schmid (SUI)      |

| Číslo | Jezdec                   |
| ----- | ------------------------ |
| 131   | Kévin Vauquelin (FRA)    |
| 132   | Amaury Capiot (BEL)      |
| 133   | Ewen Costiou (FRA)       |
| 134   | Arnaud Démare (FRA)      |
| 135   | Raúl García Pierna (ESP) |
| 136   | Mathis Le Berre (FRA)    |
| 137   | Cristián Rodríguez (ESP) |
| 138   | Clément Venturini (FRA)  |

| Číslo | Jezdec                    |
| ----- | ------------------------- |
| 141   | Enric Mas (ESP)           |
| 142   | Will Barta (USA)          |
| 143   | Pablo Castrillo (ESP)     |
| 144   | Nelson Oliveira (POR)     |
| 145   | Iván García Cortina (ESP) |
| 146   | Gregor Mühlberger (AUT)   |
| 147   | Iván Romeo (ESP)          |
| 148   | Einer Rubio (COL)         |

| Číslo | Jezdec                       |
| ----- | ---------------------------- |
| 151   | Felix Gall (AUT)             |
| 152   | Bruno Armirail (FRA)         |
| 153   | Clément Berthet (FRA)        |
| 154   | Stefan Bissegger (SUI)       |
| 155   | Oliver Naesen (BEL)          |
| 156   | Aurélien Paret-Peintre (FRA) |
| 157   | Callum Scotson (AUS)         |
| 158   | Bastien Tronchon (FRA)       |

| Číslo | Jezdec                 |
| ----- | ---------------------- |
| 161   | Emanuel Buchmann (GER) |
| 162   | Alex Aranburu (ESP)    |
| 163   | Bryan Coquard (FRA)    |
| 164   | Ion Izagirre (ESP)     |
| 165   | Alexis Renard (FRA)    |
| 166   | Dylan Teuns (BEL)      |
| 167   | Benjamin Thomas (FRA)  |
| 168   | Damien Touzé (FRA)     |

| Číslo | Jezdec                    |
| ----- | ------------------------- |
| 171   | Harold Tejada (COL)       |
| 172   | Davide Ballerini (ITA)    |
| 173   | Cees Bol (NED)            |
| 174   | Clément Champoussin (FRA) |
| 175   | Yevgeniy Fedorov (KAZ)    |
| 176   | Sergio Higuita (COL)      |
| 177   | Mike Teunissen (NED)      |
| 178   | Simone Velasco (ITA)      |

| Číslo | Jezdec                   |
| ----- | ------------------------ |
| 181   | Steff Cras (BEL)         |
| 182   | Mathieu Burgaudeau (FRA) |
| 183   | Alexandre Delettre (FRA) |
| 184   | Thomas Gachignard (FRA)  |
| 185   | Emilien Jeannière (FRA)  |
| 186   | Jordan Jegat (FRA)       |
| 187   | Anthony Turgis (FRA)     |
| 188   | Mattéo Vercher (FRA)     |

| Číslo | Jezdec                     |
| ----- | -------------------------- |
| 191   | Oscar Onley (GBR)          |
| 192   | Warren Barguil (FRA)       |
| 193   | Pavel Bittner (CZE)        |
| 194   | Sean Flynn (GBR)           |
| 195   | Tobias Lund Andresen (DEN) |
| 196   | Niklas Märkl (GER)         |
| 197   | Tim Naberman (NED)         |
| 198   | Frank van den Broek (NED)  |

| Číslo | Jezdec                 |
| ----- | ---------------------- |
| 201   | Michael Woods (CAN)    |
| 202   | Pascal Ackermann (GER) |
| 203   | Joseph Blackmore (GBR) |
| 204   | Guillaume Boivin (CAN) |
| 205   | Matis Louvel (FRA)     |
| 206   | Alexey Lutsenko (KAZ)  |
| 207   | Krists Neilands (LAT)  |
| 208   | Jake Stewart (GBR)     |

| Číslo | Jezdec                    |
| ----- | ------------------------- |
| 211   | Arnaud De Lie (BEL)       |
| 212   | Jenno Berckmoes (BEL)     |
| 213   | Jasper De Buyst (BEL)     |
| 214   | Jarrad Drizners (AUS)     |
| 215   | Sébastien Grignard (BEL)  |
| 216   | Eduardo Sepúlveda (ARG)   |
| 217   | Lennert Van Eetvelt (BEL) |
| 218   | Brent Van Moer (BEL)      |

| Číslo | Jezdec                           |
| ----- | -------------------------------- |
| 221   | Tobias Halland Johannessen (NOR) |
| 222   | Jonas Abrahamsen (NOR)           |
| 223   | Magnus Cort (DEN)                |
| 224   | Stian Fredheim (NOR)             |
| 225   | Markus Hoelgaard (NOR)           |
| 226   | Anders Halland Johannessen (NOR) |
| 227   | Andreas Leknessund (NOR)         |
| 228   | Søren Wærenskjold (NOR)          |